# Товстеньке

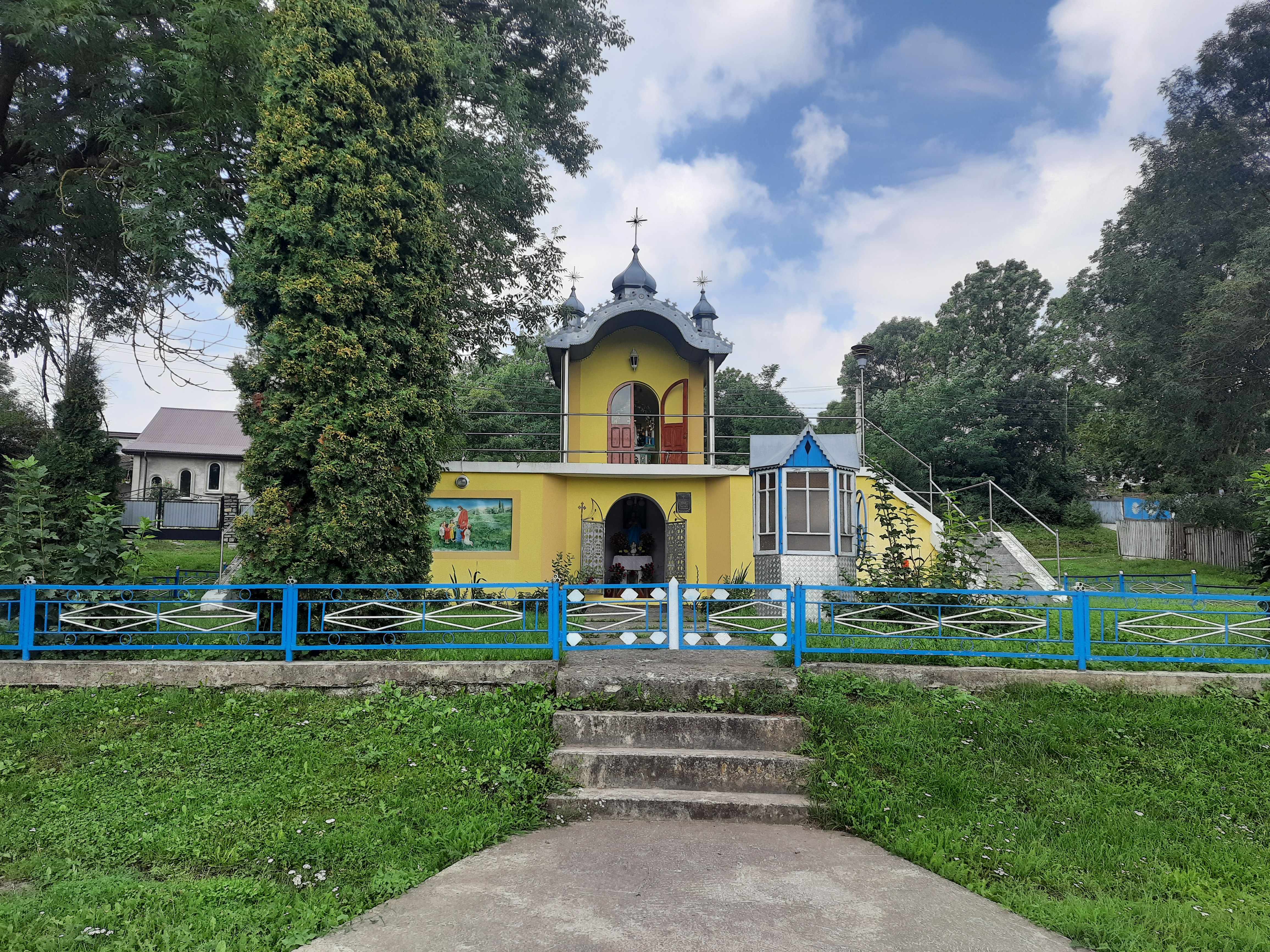
Капличка

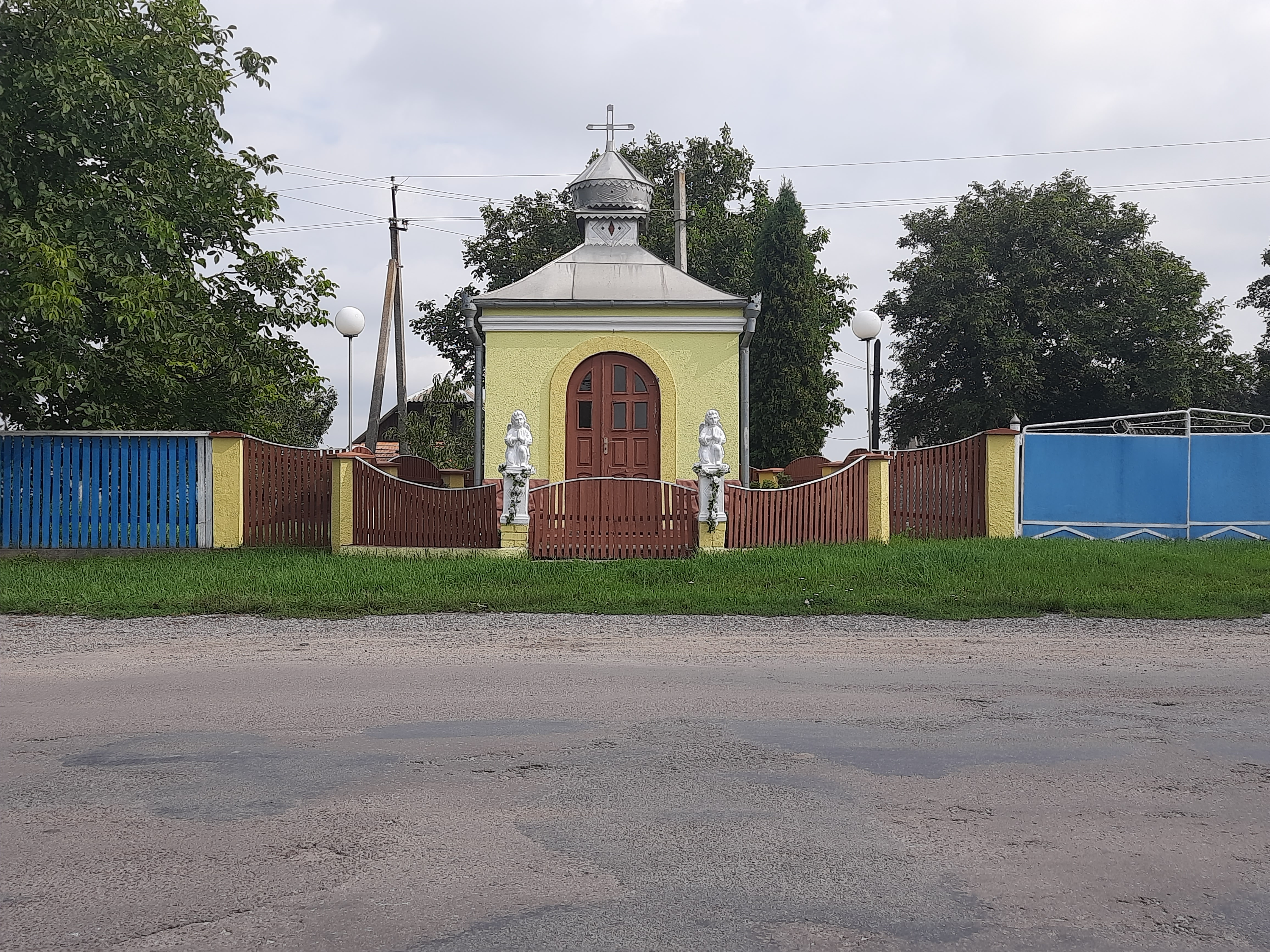
Капличка

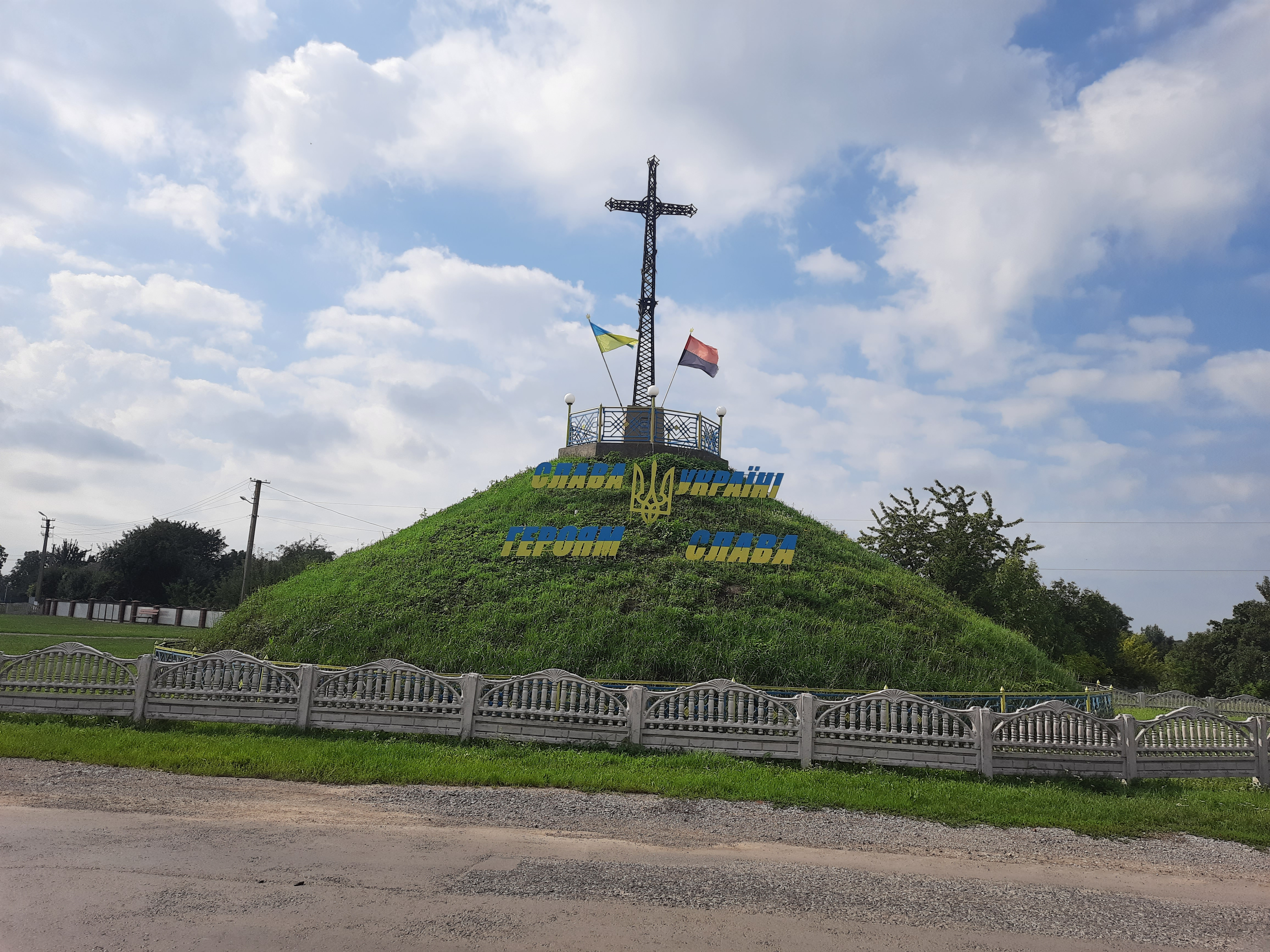
Символічна могила Борцям за волю України

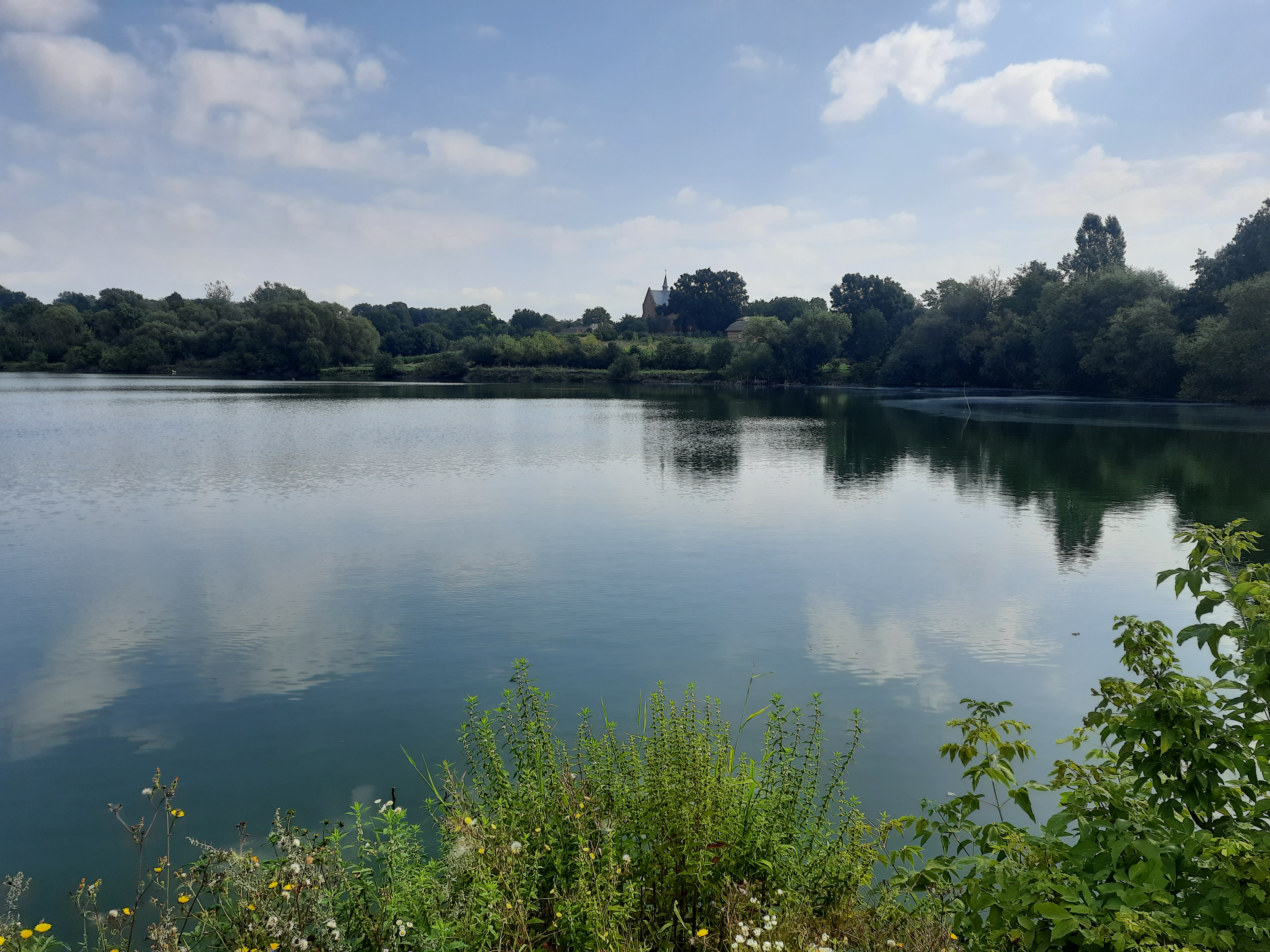
Став біля села

Товсте́ньке — село в Україні, Тернопільська область, Чортківський район, Колиндянська сільська громада. Адміністративний центр  колишньої Товстеньківської сільської ради.

## Назва
Назва села походить, за переказами, від «товстої» землі-чорнозему. Поляки це поселення називали дещо інакше — Тлустеньке (пол. Tłusteńkie), чи Тлусьцєнко (пол. Tłuścienko).

## Географія

### Розташування
Розташоване на лівому березі річки Кривенька (права притока Збруча, басейн Дністра), за 22 км від районного центру та 8 км від найближчої залізничної станції Гадинківці.
У селі росте Товстеньський дуб, який мабуть посаджений на честь скасування панщини.

## Історія

### Давні часи
Перші поселенці мешкали у західній частині села — Жолобку.
Вздовж населеного пункту тягнуться стави (54 га).

### Середньовіччя, Новий Час
Знане від XVII ст., згодом згадане у 1785 році.
1880 — в 327 будинках проживала 1921 особа; велика земельна власність належала Корнелеві Городиському.
У селі в 1900 року — 2132 жителі, 1910—2095, 1921—1942, 1931—1930 жителів; у 1921 — 414, 1931—458 дворів. Частина малоземельних жителів села еміґрувала до Канади, США, Аргентини.
За Польщі функціонувала 3-класна школа з польською мовою навчання.
25 липня 1920 року — відбувся переможний бій 1-го кінного полку чорних запорожців Армії УНР та Донського козацького полку з більшовиками, в результаті якого взято в полон понад 200 червоноармійців. До Першої світової війни діяв духовий оркестр (керівник о. В. Познанський); після війни — аматорський драматичний гурток (керівник Євстахій Ворона), відділ молочарні «Маслосоюзу».
1930 — було створено клітину (осередок) ОУН.
Після приходу радянської влади у 1939 році заарештовано за політичну діяльність Віктора Зілинського (загинув у тюрмі);
20–21 липня органи НКВС розстріляли в місті Умані Богдана Голубовича та Євгена Сороківського.
В УПА воювали жителі села:
- Ярослав Белінський,
- Яків Базник,
- Адам Бучан,
- Казимир Бучан,
- Володимир Власюк,
- Йосип Вовк,
- Йосип Демкур,
- Теофілій Демкури,
- Йосип Кот,
- Роман Кот,
- Михайло Кільчицький,
- Антон Колісник,
- Євстахій Подгородецький,
- Казимир Романюк,
- Євстахій Фарбаніц.

Під час німецько-радянської війни загинули або пропали безвісти у Червоній армії:
- Михайло Ангел (нар. 1910),
- Антон Антошків (нар. 1913),
- Степан Антошків (нар. 1905),
- Павло Байдак (нар. 1911),
- Іван Бедрій (нар. 1905),
- Михайло Бережецький (нар. 1915),
- Йосип Бігун (нар. 1921),
- Євстахій Білан (нар. 1910),
- Михайло Білінський (нар. 1926),
- Євстахій Білоус (нар. 1905),
- Панько Бісчак (нар. 1908),
- Василь Бойчук (нар. 1907),
- Антон Борс (нар. 1904),
- Іван Борс (нар. 1922),
- Йосип Борс (нар. 1922).

З 10 грудня 2020 року Товстеньке належать до Колиндянської сільської громади.
12 червня 2020 року, відповідно до розпорядження Кабінету Міністрів України № 724-р «Про визначення адміністративних центрів та затвердження територій територіальних громад Тернопільської області» увійшло до складу Колиндянської сільської громади.
19 липня 2020 року, в результаті адміністративно-територіальної реформи та ліквідації Чортківського району (1940—2020), увійшло до складу новоутвореного Чортківського району.

## Населення
| 2132 | 2095 | 1942 | 1930 | 714 | 731 |

Згідно з переписом УРСР 1989 року чисельність наявного населення села становила 1039 осіб, з яких 452 чоловіки та 587 жінок.
За переписом населення України 2001 року в селі мешкало 929 осіб.

### Мова
Розподіл населення за рідною мовою за даними перепису 2001 року:
| Мова       | Відсоток |
| ---------- | -------- |
| українська | 99,46 %  |
| російська  | 0,32 %   |
| вірменська | 0,11 %   |
| молдовська | 0,11 %   |

## Релігія
- церква Пресвятої Трійці (1846; УГКЦ; кам'яна)
- костел Пресвятого Серця Ісуса (збудований на поч. XIX ст., був діючим до 1946)

У селі є дві каплички (1991, 1998).

## Пам'ятки
У 1921 році з ініціативи о. Івана Блавацького насипано першу в Галичині символічну могилу Борцям за волю України (відновлено 1990).
Споруджено:
- пам'ятники воїнам-односельцям, полеглим у німецько-радянській війні
- Іванові Франку (2004)
- встановлено
  - фігури Матері Божої (1864)
  - хрести на честь 50-річчя скасування панщини (1848)

## Соціальна сфера, господарство
Діяли філії товариств «Просвіта», «Сокіл», «Луг», «Сільський господар», «Союз Українок», «Відродження» та інші; кооператива, молочарня, ґуральня, цегельня, крамниці.
Діяли польські товариства «Кулко рольніче»(пол. Kółko rolnicze), «Стшелєц» (пол. Związek Strzelecki) і «Дом Людови» (пол. Dom ludowy).
1940 — примусово організували колгосп, який відновив свою діяльність 1944 році.
Нині діють гімназія, Будинок культури, бібліотека, ФАП, відділення зв'язку, торгові заклади, дитячий садочок; споруджують крохмальний завод.
У селі функціонує футбольна команда «Граніт», у 2013 була створена команда «Зоря».

### Гімназія
У другій половині XIX століття в селі діяла тривіальна школа (зокрема, у 1871 році), учителем в якій працював Захарій (або Захаріяш) Садовський (пол. Zacharyasz Sadowski).. Надалі її було перетворено на 1-класну народну школу. Учителями в ній працювали: у 1875 році — Захарій (або Захаріяш) Садовський, у 1880 — Францішек (або Франц) Щирський (пол. Franciszek Szczyrski).
За міжвоєнної Польщі функціонувала 3-класна школа з польською мовою навчання. У 1929 році за кошти жителів села збудовано нове приміщення школи.
У радянський час існувала п'ятирічна школа, яка поступово була перетворена на семирічну. При школі діяв театральний гурток. 1979 року школа стала восьмирічною, у ній працювали 11 учителів, які навчали 220 учнів.
До 2021 року школа підпорядковувалася Чортківській районній раді. Того року загальноосвітню школу I—II ступенів реорганізовано в гімназію, яка перебуває в підпорядкуванні Колиндянської сільської громади.
Для розвитку та вдосконалення учнів у школі діють гуртки та секції[джерело?]:
- туристсько-краєзнавчий
- фізкультурно-спортивний
- художньо-естетичний

Станом на 2021 рік у 9-ти класах школи навчалося 58 учнів, у школі викладають англійську та німецьку мови. Педагогічний колектив складався з 15-ти педагогів.
Серед директорів школи були: 
- Куркевич,
- Геваницький Юліан Автанасович (від 1955),
- Денисенко Клавдія Яківна,
- Парадовський Остап Іванович (від 1977),
- Говенко Марія Михайлівна (від 1982),
- Ільницька Ірина Василівна (від 1984),
- Ковальчук Віктор Дмитрович (1994—2003),
- Качмарська Марія Богданівна (від 2003).

### Бібліотека
У книгозбірні в 1898 р. — 90 книг, 1910 — 130, 1938 — 222.
У 1884 р. організована перша читальня по вулиці Жолобок; 1897 р. на адресу И.Міштак було надіслано 57 книг, з того і почалася бібліотека. А 28 листопада цього року И.Міштак попросив надіслати ще 35 примірників; 1897 р. при читальні заснована позикова каса, тут відбувалися Шевченківські вечорниці.
Читальня також передплачувала газети. У 1900 році — «Газета господарська», «Діло», «Громадський голос» «Свобода».
У 1905 р. кожної неділі сходилися люди до хати Миколи Власюка, де читали газети та книги; 1926 р. читальня мала свій дім. Сюди надходили газети «Письмо з Просвіти», «Свобода», «Новий час»; 1938 р. читальня вже мала радіо. Діяли аматорські гуртки сільської молоді та хор; 1906 р. на вулиці Шляхта була заснована читальня «Просвіта» в хаті Івана Вовка.
Восени 1939 року бібліотека сільської «Просвіти» була ґрунтовно перевірена НКВД і підшивки періодичних видань були вилучені та знищені разом з десятками та сотнями патріотичних видань.
До 2021 року бібліотека була філіалом Чортківської районної централізованої бібліотечної системи Чортківської районної ради. Від 2021 року перебуває у підпорядкуванні Колиндянської сільської громади.
Бібліотекарі: 
- Роман Слошак (1930-ті),
- Антін Колісник (1930-ті)[20].

## Відомі люди

### Народилися
- Володимир Бесяда (1994—2023) — український військовослужбовець, учасник російсько-української війни[21];
- Ярослав Білинський (псевдо «Бистрий», 1921—1946) — діяч ОУН та УПА;
- Антін Борса (1905—1997) — український священник, освітній діяч;
- Володимир Гершун (1953—2022) — український громадський діяч, освітянин, управлінець[22][23];
- Сидір (Ісидор) Голубович (1875—1938) — український адвокат, громадсько-політичний діяч;
- Францішек Городиський (1871—1935) — польський художник[24];
- Тарас Демкура (нар. 1964) — український підприємець, меценат, колекціонер, видавець. Віце-президент з питань регіонального розвитку Міжнародної торгової палати ICC Ukraine;
- Роман Колісник (нар. 1923) — український письменник, журналіст, менеджер у Канаді;
- Євстахій Романюк (нар. 1952) — український лікар, громадський діяч;
- Борис Яворський (нар. 1949) — український художник.